# طبیعت‌نویسی
طبیعت‌نویسی (به انگلیسی: Nature writing) نوشتاری غیرداستانی یا داستانی نثر یا شعر دربارهٔ محیط طبیعی است. طبیعت‌نویسی طیف گسترده‌ای از آثار را دربر می‌گیرد، از آثاری که تأکید اولیه بر حقایق تاریخ طبیعی دارند (مانند راهنماهای میدانی) تا آثاری که در آن‌ها تفسیر فلسفی غالب است. این سبک نوشتاری شامل مقاله‌های تاریخ طبیعی، شعر، مقالات تنهایی یا فرار، و همچنین سفر و نوشتن ماجراجویی است.
طبیعت‌نویسی اغلب به‌شدت از اطلاعات علمی و حقیقت‌هایی دربارهٔ جهان طبیعی بهره می‌جوید. در عین حال، اغلب به صورت اول شخص نوشته می‌شود و بازدیدهای شخصی و اندیشه‌های فلسفی دربارهٔ طبیعت را دربر می‌گیرد.
ویلیام بارترام (۱۷۳۹–۱۸۲۳) یک طبیعت‌شناس پیشگام و برجسته آمریکایی است که نخستین اثرش را در سال ۱۷۹۱ چاپ کرد.